# Premio Lissone 2004
Il premio Lissone 2004 ebbe luogo dal 18 dicembre 2004 al aprile 2005.
L'edizione fu curata da Flaminio Gualdoni

## Giuria
Maria Teresa Fiorio, Sebastiano Grasso, Flaminio Gualdoni, Paolo Vergani.

## Commissione per gli inviti
Rossana Bossaglia, Fernando De Filippi, Walter Guadagnini, Claudio Olivieri, Elena Pontiggia.

## Artisti partecipanti
Fabio Bonetti, Marco Botti, Silvia Chiarini, Roberto Ciaccio, Ema Cima, Domenico D’Aria, Luca Del Baldo, Manuel Ehrenfeld, Bonomo Faita, Fariba, Francesca Fornasari, Giancarlo Gelsomino, Daniela Giovannetti, Giuliano Guatta, Noga Inbar, Iva Kontic, Michela Lorenzi, Alessandro Papari, Michele Parisi, Fabiola Quezada, Antonio Sofianopulo, Yoon Si-Young, Ian Tweedy.

## Primo premio
Fabiola Quezada (1968), vince il primo premio.